# Luisenburg (Wunsiedel)
Luisenburg ist ein Gemeindeteil der Kreisstadt Wunsiedel im Landkreis Wunsiedel im Fichtelgebirge (Oberfranken,  Bayern).
Die Einöde liegt drei Kilometer südlich der Stadt im Wunsiedler Stadtwald. Ein großer Parkplatz bietet Zugang zu den Luisenburg-Festspielen und zum Luisenburg-Felsenlabyrinth. Die vom Fichtelgebirgsverein angelegten Fernwanderwege Höhenweg und Quellenweg sowie der Fränkische Gebirgsweg durchqueren das Luisenburggebiet, Rundwege laden zu Spaziergängen und Wanderungen ein. Einkehrmöglichkeit besteht in drei Gastbetrieben.

## Baudenkmäler
In der Liste der Baudenkmäler in Wunsiedel sind für Luisenburg zwei Baudenkmäler aufgeführt.